# Jarnevići
 Jarnevići  falu Horvátországban Károlyváros megyében. Közigazgatásilag Ribnikhez tartozik.

## Fekvése
Károlyvárostól 17 km-re északnyugatra, községközpontjától 3 km-re délre fekszik.

## Története
1857-ben 132, 1910-ben 90 lakosa volt. Az. A település trianoni békeszerződésig Zágráb vármegye Károlyvárosi járásához tartozott. 2011-ben 34 állandó lakosa volt.

## Lakosság
| Lakosság változása | Lakosság változása | Lakosság változása | Lakosság változása | Lakosság változása | Lakosság változása | Lakosság változása | Lakosság változása | Lakosság változása | Lakosság változása | Lakosság változása | Lakosság változása | Lakosság változása | Lakosság változása | Lakosság változása | Lakosság változása |
| ------------------ | ------------------ | ------------------ | ------------------ | ------------------ | ------------------ | ------------------ | ------------------ | ------------------ | ------------------ | ------------------ | ------------------ | ------------------ | ------------------ | ------------------ | ------------------ |
| 1857               | 1869               | 1880               | 1890               | 1900               | 1910               | 1921               | 1931               | 1948               | 1953               | 1961               | 1971               | 1981               | 1991               | 2001               | 2011               |
| 132                | 121                | 103                | 119                | 110                | 90                 | 93                 | 127                | 84                 | 88                 | 85                 | 77                 | 59                 | 50                 | 40                 | 34                 |